# Acianthera omissa
Acianthera omissa är en orkidéart som först beskrevs av Carlyle August Luer, och fick sitt nu gällande namn av Alec M. Pridgeon och Mark W. Chase. Acianthera omissa ingår i släktet Acianthera och familjen orkidéer. Inga underarter finns listade i Catalogue of Life.